# Casa Colorada, Chihuahua
Casa Colorada är en ort i Mexiko.   Den ligger i kommunen Cuauhtémoc och delstaten Chihuahua, i den nordvästra delen av landet, 1 300 km nordväst om huvudstaden Mexico City. Casa Colorada ligger 2 175 meter över havet och antalet invånare är 237.
Terrängen runt Casa Colorada är platt åt nordost, men åt sydväst är den kuperad. Runt Casa Colorada är det ganska glesbefolkat, med 31 invånare per kvadratkilometer. Närmaste större samhälle är Cuauhtémoc, 14,5 km öster om Casa Colorada. Trakten runt Casa Colorada består i huvudsak av gräsmarker.